# الکساندر سیتنیک
الکساندر سیتنیک (انگلیسی: Oleksandr Sytnik؛ زادهٔ ۷ ژوئیهٔ ۱۹۸۴) بازیکن فوتبال اهل اوکراین است.
از باشگاه‌هایی که در آن بازی کرده‌است می‌توان به باشگاه فوتبال متالورگ دونتسک، باشگاه فوتبال شاختار دونتسک، باشگاه فوتبال کپز، باشگاه فوتبال استال کامیانسکه، و باشگاه فوتبال اوورلا اوژهورود اشاره کرد.